# Messe no 3 de Bruckner
La Messe no 3 en fa mineur, WAB 28, d'Anton Bruckner est une messe pour chœur mixte, solistes, et orchestre, et orgue ad libitum.

## Historique
Après le succès en 1867 de sa Messe no 1 en ré mineur, Bruckner fut mandaté par le Kanzleidirektor « pour écrire une nouvelle Messe pour la Hofmusikkapelle. »; Bruckner en composa la première version du 14 septembre 1867 au 9 septembre 1868 à Linz peu avant son déménagement à Vienne.
Les premières répétitions, réalisées par Johann Herbeck à la cour de l'Augustinerkirche, qui eurent lieu en 1868 ou 1869, « ont été mal exécutées par les musiciens » et ont « généralement été infructueuses. » Herbeck trouva en fin de compte la messe « trop longue et impossible à chanter. » Après de multiples délais, la messe fut finalement créée le 16 juin 1872 à l'Augustinerkirche, sous la baguette de Bruckner lui-même. Herbeck changea alors son opinion, en prétendant même qu'il ne reconnaissait que deux messes : la présente et la Missa solemnis de Beethoven,. Franz Liszt et même Eduard Hanslick firent l'éloge de l'œuvre. Une deuxième représentation eut ensuite lieu à la Hofmusikkapelle le 8 décembre 1873. Le manuscrit est archivé à l'Österreichische Nationalbibliothek.
Après la troisième exécution (30 juillet 1876), Bruckner introduisit des petites modifications au Kyrie au Gloria, et en 1877 au Credo. Il effectua une révision supplémentaire du Credo en 1881, en préparation des concerts à la Hofburgkapelle,, pour faire surtout face aux "difficultés d'exécution", mais aussi prendre en compte ce qu'il avait appris lors de l'étude du Requiem de Mozart, en corrigeant prenant exemple sur Mozart, certains cas d'octaves parallèles non justifiés. Lors de certaines représentations ultérieures, Bruckner était à la tribune d'orgue, au lieu d'être sur le podium.
Dans une lettre à Siegfried Ochs du 14 avril 1895, le compositeur écrivit :

« Der Bruckner wird alt und möchte doch so gern noch die F-Moll [Messe] hören! Bitte, bitte! Das wäre der Höhepunkt meines Lebens. Aber dann manches anders als die Partitur! Bei Des-Dur im Credo: Deum vero de Deo bitte Organo pleno! Nicht Register sparen!
Traduction : Bruckner devient de plus en plus vieux et aimerait beaucoup continuer à vivre pour entendre la messe en fa mineur ! S'il vous plaît, s'il vous plaît ! Ce serait le point culminant de ma vie. Mais une grande partie devrait être différente de la partition ! Dans le ré bémol majeur du Credo : Deum verum de Deo, s'il vous plaît, Organo Pleno ! Ne lésinez pas sur les registres ! »

Durant les années 1890 Bruckner était encore en train de réviser l'œuvre, mais apporta très peu de modifications aux parties vocales après 1868. Après l'exécution de novembre 1893, Johannes Brahms « applaudit … avec tant d'enthousiasme … que Bruckner l'en remercia personnellement ».
Le compositeur dédicaça la messe à Anton Ritter von Imhof-Geißlinghof à « la dernière minute ». Leopold Nowak estime toutefois que l'œuvre était en fait dédiée au chef d'orchestre Johann Herbeck.

## Versions et éditions
Bruckner fit quatre révisions successives de l'œuvre, en 1876, 1877, 1881 et de 1890 à 1893.
- Première édition (Doblinger, 1894), révisée par Josef Schalk ; ré-édition par Wöss (1924)
- Édition Haas (1944, 1952)
- Édition Nowak (1960)
- Édition par Hans Ferdinand Redlich (Eulenburg, 1967)
- Nouvelle édition par Hawkshaw (2005)

Il n'y a pas encore d'édition de la version originale de 1868.
La première édition de 1894 contient "de nombreuses indications non fondées d'exécution et d'articulation, ainsi qu'une massive ré-orchestration, en particulier des instruments à vent". Bruckner s'en irrita lorsqu'il en prit connaissance, et y nota plusieurs cas d'octaves parallèles, qu'il avait éliminées lors de ses propres révisions.
En 1944, Robert Haas en fit une édition dans le cadre de la Bruckner Gesamtausgabe, qui fut remplacée par Leopold Nowak dans son édition de 1960, et plus récemment par Paul Hawkshaw dans son édition de 2005. Ces trois éditeurs ont eu accès à divers manuscrits et copies. Hans Ferdinand Redlich, d'autre part, n'a pas eu cette possibilité pour son édition Eulenburg, et s'est plaint de s'en voir refuser l'accès par Nowak.
Dans l'actuelle Gesamtausgabe par Paul Hawkshaw, sont éditées les deux versions, que Bruckner considérait comme définitives, celles de 1883 et de 1893. Les artistes ont ainsi la possibilité de choisir entre ces deux versions.

## Composition
L'œuvre est composée pour chœur mixte, solistes et orchestre (2 flûtes, 2 hautbois, 2 clarinettes en si bémol, 2 bassons, 2 cors en fa, 2 cors en si bémol, 2 trompettes en ut, trombones alto, ténor et basse, timbales et cordes), et orgue ad libitum.
La partition d'orgue, qui figure dans l'édition de Wöss, absente dans celle de Haas, est mise "ad libitum" dans l'actuelle Gesamtausgabe. "L'orgue sert avant tout à accentuer les passages significatifs, afin d'augmenter la luminosité de leur sonorité".
1. Kyrie – Moderato, fa mineur
2. Gloria – Allegro, do majeur
3. Credo – Allegro, do majeur
4. Sanctus – Moderato, fa majeur
5. Benedictus – Allegro moderato, la bémol majeur
6. Agnus Dei – Andante, fa mineur, terminant en fa majeur

Durée totale : environ 62 minutes.
Le Gloria commence avec les mots "Gloria in excelsis Deo" et le Credo avec les mots « Credo in unum Deum », chantés par le chœur tout entier, plutôt que d'être entonnés en mode grégorien par le prêtre ou un soliste, comme dans les précédentes messes de Bruckner. La composition est plus symphonique que celle de la Messe no 1, avec une plus grande contribution des solistes. Bruckner a annoté les mesures 170–179 du Gloria – une partie du dernier « Miserere nobis » – comme facultatives. Ces dix mesures n'ont été enregistrées que par quelques dirigeants. Tandis que le Gloria se termine par une fugue dans toutes les messes de Bruckner, dans la Messe no 3 le Credo se termine au contraire, comme dans la précédente Missa solemnis, par une fugue « classique ». Dans cette fugue, les entrées suivantes sont précédées par l'acclamation « Credo, credo » soutenue par l'orgue. Le thème de l' Agnus Dei a des réminiscences de celui de la Missa solemnis. Le Dona nobis reprend le thème du Kyrie en mode majeur et rappelle le motif de la fugue du Gloria et la dernière phrase du Credo.
La composition de la messe en fa mineur a peut-être été influencée par les dernières messes de Schubert, la Messe no 5 en la bémol majeur et la Messe no 6 en mi bémol majeur.